# Carl Hauser (Mediziner)
Carl Hauser (* 26. Dezember 1866 in Fontaines; † 25. März 1956 in Lausanne; heimatberechtigt in Fontaines) war ein Schweizer Militärarzt.

## Leben und Wirken
Carl Hauser, Sohn des Apothekers Charles Hauser, absolvierte das Gymnasium in Zürich und studierte Medizin an den Universitäten Zürich und Würzburg. 1891 wurde er in Zürich promoviert. Von 1891 bis 1910 arbeitete Hauser als Landarzt in Stäfa. Dabei präsidierte er ab 1907 die Gesellschaft der Aerzte des Kantons Zürich. 1910 zum Oberfeldarzt der Schweizer Armee berufen, leitete er während des Ersten Weltkriegs die Internierungen. Während der Grippepandemie 1918/19 kam er unter starke Kritik von Presse und Politik. 1935 gab er sein Amt ab, sein Nachfolger wurde Paul Vollenweider.